# Червената странноприемница
„Червената странноприемница“ (на френски: L'auberge rouge) е френска криминалена комедия от 1951 година на режисьора Клод Отан-Лара с участието на Фернандел.

## Сюжет
Група пътници, включително един монах (Фернандел), отсядат в усамотена странноприемница в планината. Домакинята изповядва на монаха, че със съпруга си убиват и ограбват всички пътници, които идват в странноприемницата. Монаха ще се опита да спаси живота на гостите без да наруши свещената тайна на изповедта.

## В ролите
| Изпълнител       | Роля        |
| ---------------- | ----------- |
| Фернандел        | Монах       |
| Франсоаз Розе    | Мари Мартен |
| Жулиен Карет     | Пиер Мартен |
| Мари-Клер Оливиа | Матилда     |
| Нани Жермон      | Елиза       |
| Григоар Аслан    | Барбюф      |
| Люд Жермен       | Фетиш       |
| Жан-Роже Косимон | Довен       |
| Робер Бери       | Кучияш      |
| Жак Шарон        | Родолф      |